# Basilique collégiale de Poznan
La basilique collégiale de Poznań, est une basilique, anciennement collégiale, située en Pologne dans la ville de Poznań.
Elle est dédiée à Notre-Dame du Perpétuel Secours,  à Sainte Marie-Madeleine ainsi qu'à l'évêque Stanislas de Szczepanów, saint patron de la Pologne, qui vivait au Moyen Âge.
Le décor de l'église est extrêmement riche. Aucun édifice religieux polonais ne présente l'apparence du baroque romain à un tel degré.

## Historique
Initiés par les jésuites, les travaux commencèrent en 1649, l'édifice fut consacré en 1705 mais il n'eut son apparence définitive qu'en 1732 après plusieurs interruptions dans la construction 
L'un des architectes au XVIIe siècle est Bartłomiej Nataniel Wąsowski qui a œuvré jusqu'à sa mort en 1687, année qui vit l'interruption des travaux, lesquels reprirent en 1697 avec Giovanni Catenazzi qui conçut la façade du bâtiment jusqu'en 1701. Le portail et l'autel principal ont été conçus par Pompeo Ferrari de 1727 à 1732
Après la dissolution de l'ordre des Jésuites en 1773, l'édifice a pris le rôle de collégiale, devenant en 1798 une église paroissiale de la ville.
Sur les côtés de la nef se trouvent 16 immenses colonnes en marbre artificiel. Au-dessus de leurs chapiteaux se trouvent des sculptures de 12 apôtres. le presbytère et la nef sont décorés de polychromie par Karol Dankwart, un artiste du début du XVIIIe siècle .
Le 29 juin 2010, l'édifice a été élevé au titre de Basilique mineure par le pape Benoît XVI.

## Dimensions
Les dimensions de l'édifice sont les suivantes :
- Hauteur de la nef : 27 m,
- Longueur intérieure : 55 m.

Les orgues construites par Friedrich Ladegast, grand facteur d'orgue allemand du XIXe siècle, comprennent 2 579 tuyaux dont le plus long fait 6 mètres.

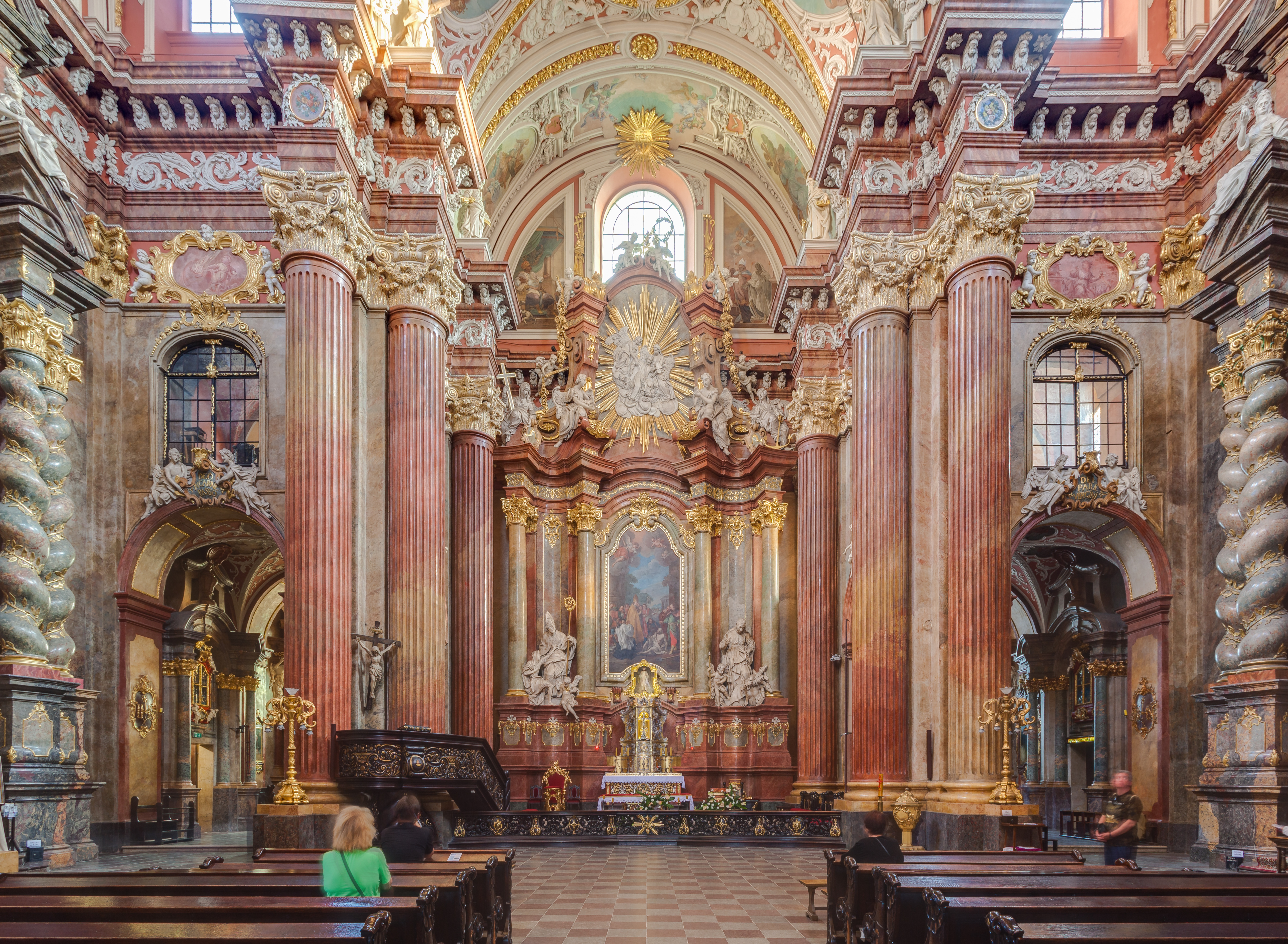
Intérieur de l'édifice